# الانتخابات التشريعية المغربية 2021

## خلفية
يصادف يوليو 2020 السنة الحادية والعشرين لتولّي الملك محمد السادس الحُكم في المغرب. شهد العقدان الأولان من القرن الحادي والعشرين إصلاحات مدنية وسياسية، فضلاً عن «خيبة أمل شعبية» من الحالة الاجتماعية والاقتصادية والسياسية للبلد. ردًا على احتجاجات عام 2011 التي جاءت كجزء من الربيع العربي، أعلن الملك محمد السادس عن سلسلة من الإصلاحات الدستورية، مرّت عبر استفتاء وطني في يوليو 2011. ووصفت بي بي سي الإصلاحات بأنها «توسع صلاحيات البرلمان ورئيس الوزراء، لكنها تترك للملك سلطة واسعة على الحكومة».
في عام 2014، أعطى تقرير حرية الصحافة المغرب تصنيف «غير حر».
بعد انتخابات 2016، استمرت الاحتجاجات. في عامي 2016 و 2017، حدثت تظاهرت تُعرف باسم حراك الريف في شوارع شمال المغرب ضد الفساد والبطالة. في عام 2017، رفع تقرير حرية الصحافة تصنيف المغرب إلى «حر جزئيًا». بحلول يونيو 2019، ذكرت بي بي سي أن «ما يقرب من نصف المغاربة (كانوا) يفكرون في الهجرة» إلى بلدان أخرى.
شهد عام 2020 بداية انتشار جائحة كوفيد-19. بحلول يوليو، بدأت الشائعات تنتشر عن تأجيل الانتخابات بسبب الفيروس. بينما أطلق وزير الداخلية عبد الوافي لفتيت مشاورات سياسية لانتخابات 2021 في 8 يوليو، في 8 أغسطس أفادت الأنباء أن الحكومة كانت تدرس تأجيل الانتخابات بسبب تفشي وباء كوفيد -19. تمت الإشارة إلى صعوبة القيام بالأنشطة الانتخابية مع الحد من انتقال الفيروس، فضلاً عن التحديات الاقتصادية لإجراء انتخابات أثناء الركود الاقتصادي المصاحب. من ناحية أخرى، أعربت بعض الأحزاب عن معارضتها للاقتراح، مدعية أنه خدعة من قبل الحكومة الحالية لإطالة أمد سيطرتها على البلد.
في 9 نوفمبر، أُعلن أنه كان من المقرر إجراء الانتخابات العامة في سبتمبر 2021. في حين كانت تُجرى الانتخابات البلدية والإقليمية والتشريعية في أيام مختلفة، تمّ في سنة 2021، تمرير قانون انتخابي جديد يتم بموجبه إجراء الانتخابات الثلاثة في اليوم نفسه، في محاولة لزيادة إقبال الناخبين (انتخابات 2016 كانت نسبة المشاركة فيها أقل من 60٪).
خصص تعديل لقانون الانتخابات 15 مقعدًا إضافيًا محجوزًا للنواب في برلمان 2021. قال وزير الداخلية عبد الوافي لفتيت في سبتمبر 2020، إن التمثيل السياسي للمرأة في المغرب «لم يصل بعد إلى المستوى المطلوب»، لكن تضافر الجهود من شأنه أن يضمن تمثيلاً «هاماً وعادلاً» للمرأة في انتخابات 2021.
في نوفمبر 2020، أنهت جبهة البوليساريو اتفاق وقف إطلاق النار، الذي استمرّ لمدة 29 عامًا مع المغرب. في ديسمبر، أُجري الاتفاق المغربي الإسرائيلي، ليُصبح المغرب سادس عضو في جامعة الدول العربية يقوم بذلك، والرابع في غضون أربعة أشهر (إلى جانب البحرين والإمارات والسودان).

## النظام الانتخابي

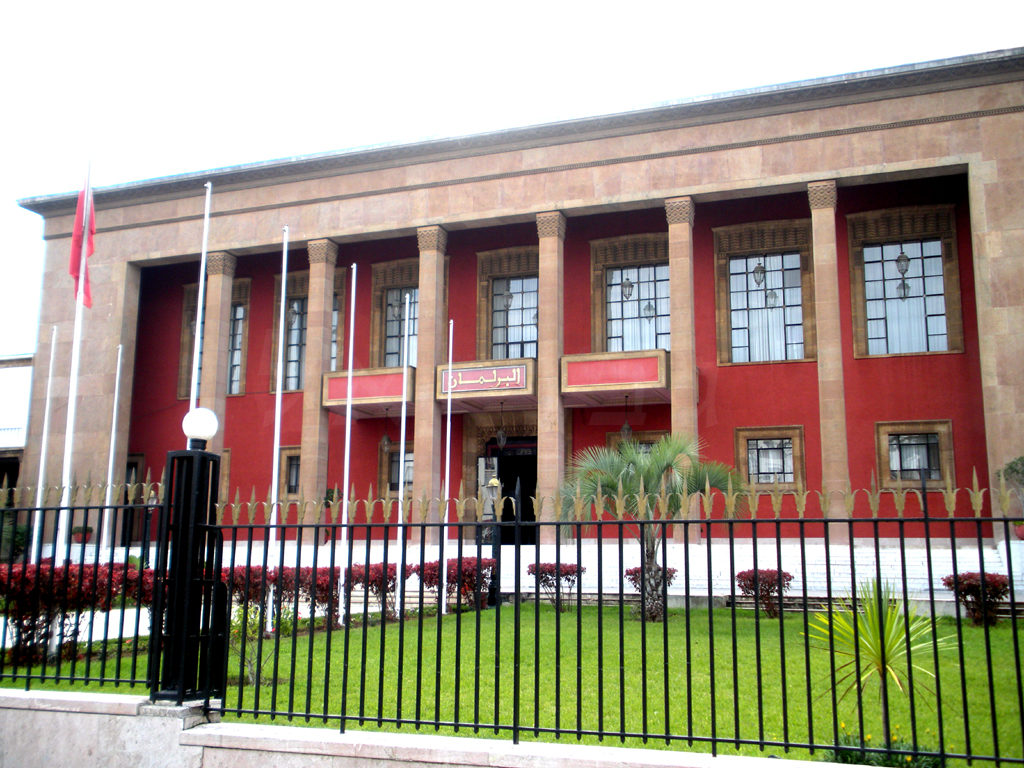
صورة لمبنى البرلمان المغربي.

يوجد في المغرب هيئة تشريعية ذات مجلسين، ومجلسيها هما مجلس المستشارين ومجلس النواب. مجلس النواب لديه 395 مقعدًا، يتم انتخابهم عن طريق التمثيل النسبي ويتكون من مستويين: يتم انتخاب 305 مقعدًا من 92 دائرة انتخابية متعددة الأعضاء (مع تحديد العتبة الانتخابية بنسبة 6٪)، ويتم انتخاب 90 مقعدًا من دائرة انتخابية وطنية (مع العتبة الانتخابية بنسبة 3٪). المقاعد على الصعيد الوطني محجوزة؛ ويتم تخصيص 60 مقعدا للنساء، و 30 لمن هم دون سن الأربعين.
يحق التصويت لجميع المواطنين الذين لا تقل أعمارهم عن 18 عامًا، أو الذين سيبلغون 18 عامًا بحلول مارس 2021. انتهت فترة تقديم طلبات تسجيل الناخبين في 31 ديسمبر 2020.